# Immigration allemande au Guatemala

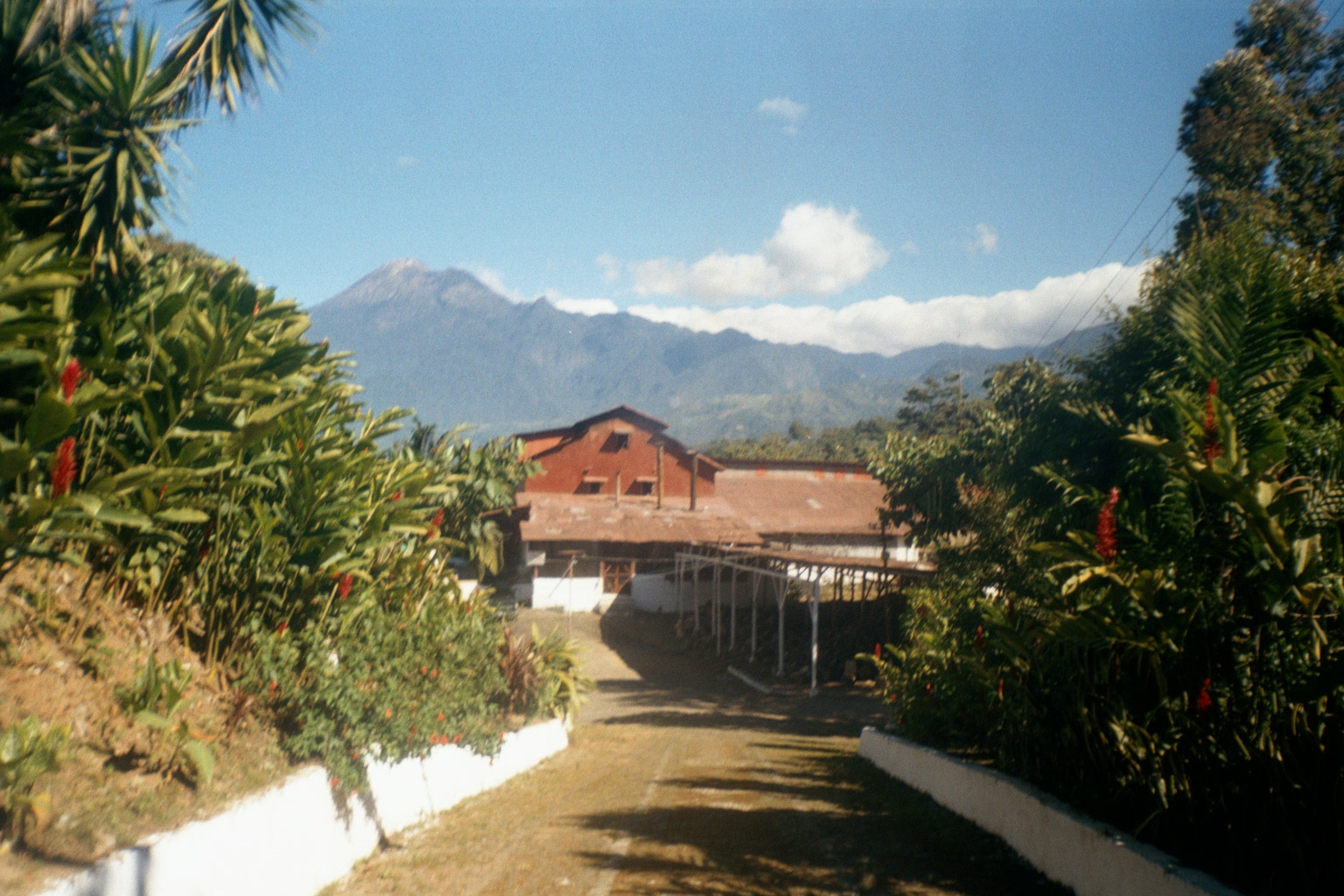
L'usine de transformation du café sur la plantation de café El Platanillo près de San Rafael Pie de La Cuesta dans le département de San Marcos, au Guatemala. Le volcan Tajumulco est en arrière-plan.

Le Guatemala compte environ 4 000 immigrés d'Allemagne (certains avec la double nationalité), principalement à Guatemala City et le département d'Alta Verapaz.

## Histoire
Cette immigration commence au XIXe siècle quand des Allemands s'installent, attirés par la culture du café dans l'Alta Verapaz. En 1900, ils sont 1000 personnes et en 1930 3000. Les Allemands s'installent principalement à Cobán et dans les montagnes à la frontière avec le Chiapas (Mexique). Ils sont à l'origine d'une prospérité économique dans le Nord du Guatemala. 
En 1940, sous la pression des États-Unis, environ 30 % des Allemands sont expulsés .